# St. Maria (Ahlum)

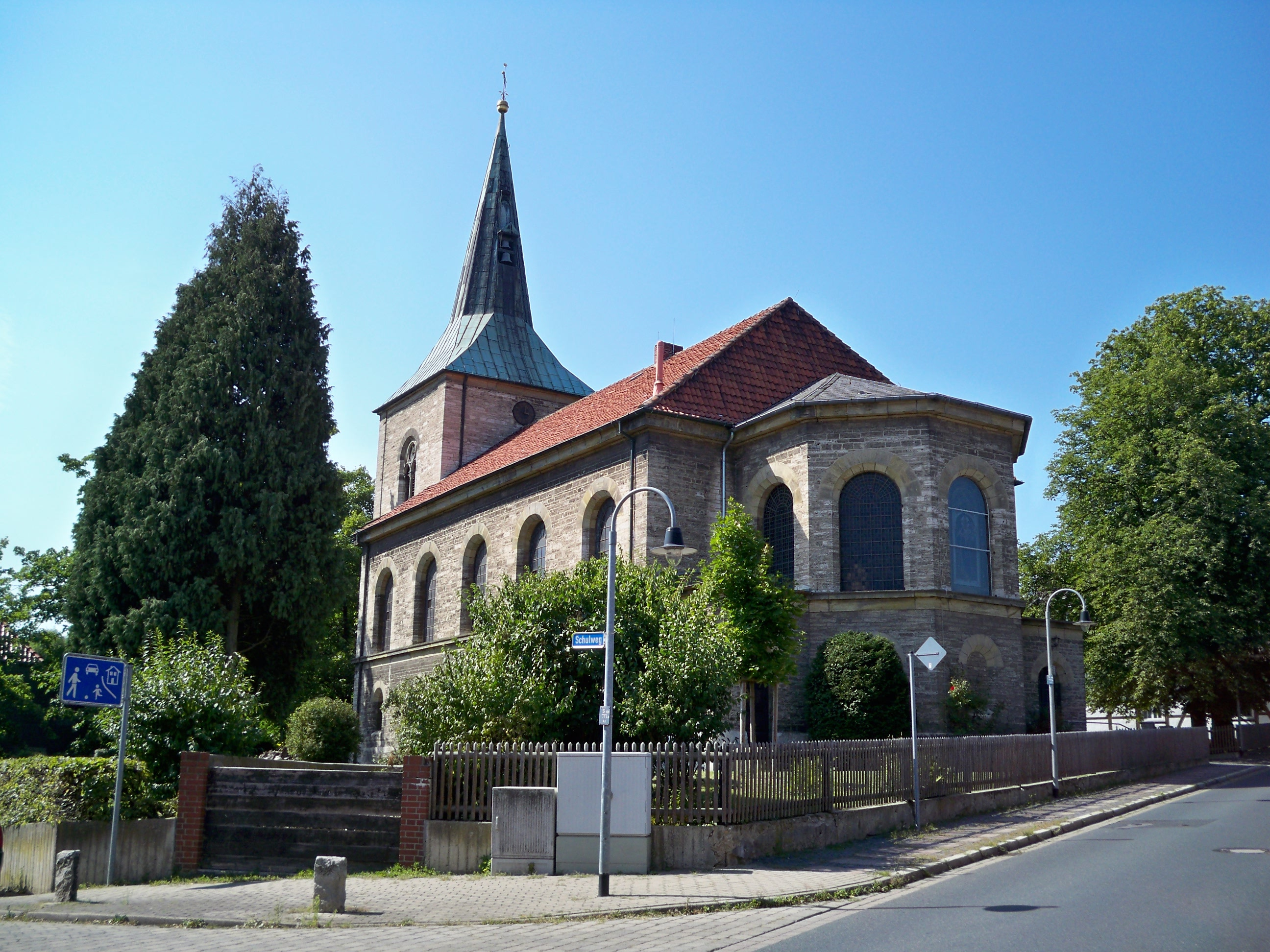
Ahlum, St. Marien

Die evangelisch-lutherische Kirche St. Marien steht in Ahlum, einem Ortsteil der Stadt Wolfenbüttel im Landkreis Wolfenbüttel von Niedersachsen. Die Kirche steht unter Denkmalschutz. Die Kirchengemeinde gehört zur Propstei Wolfenbüttel der Evangelisch-Lutherischen Landeskirche in Braunschweig.

## Geschichte
Die Gemeinde bevorzugte den früheren Plan des Hofbaurats Carl Theodor Ottmer mit seinen Verbesserungsvorschlägen zur Vereinfachung der Fassaden. Dem stimmte die Synode in Wolfenbüttel zu, wünschte aber eine Verlängerung des Baus um eine Fensterachse und statt des abgestumpften Turms eine Turmspitze. Den endgültigen Bauplan unter Berücksichtigung der Ottmerschen Vereinfachungen und einer spitzen Haube des Turms erstellte der Bauconducteur Carl Tappe. Die Baudirektion des Herzogtums Braunschweig wollte keinen Umbau der alten Kirche. Deshalb wurde 1855 die Vorgängerkirche abgebrochen und 1855 bis 1860 die heutige Kirche gebaut.

## Beschreibung
Die Hallenkirche hat ein Langhaus aus einem Mittelschiff und zwei Seitenschiffen unter einem gemeinsamen Satteldach. Der in Breite des Mittelschiffs eingezogene Chor im Osten hat einen dreiseitigen Abschluss. In der Südostecke zwischen Langhaus und Chur befindet sich die Sakristei. Das Langhaus hat Bogenfenster in zwei Reihen übereinander. Der quadratische Kirchturm, auf seiner Westseite befindet sich das Portal, ist mit einem steilen Helm bedeckt. Die Orgel mit 23 Registern, verteilt auf zwei Manuale und ein Pedal, hat Johann Andreas Engelhardt gebaut. Otto Flath schuf Holzplastiken, die Geschichten aus dem Leben von Jesus Christus zeigen. Ferner stammen von ihm der Ambo, das Kruzifix und die Leuchter ebenfalls von ihm.